# Morež
Morež je 2.261 m visoka gora v zahodnih Julijskih Alpah. Njeno severozahodno ostenje sestavlja skupaj s sosednjimi grebenskimi vrhovi znamenito Loško steno, ki se dviga več kot 1000 m nad dolino Koritnice, razteza pa se od Vrha Krnice (2.235 m) na jugovzhodu do Plešivca (2.185 m) na severozahodu. Morež se nahaja približno na sredini Loške stene, med Briceljkom (2.347 m) in Konjsko škrbino (2.063 m). Sam vrh je kamnit, proti jugovzhodu pa pada s strmim travnatim pobočjem in skalnatimi pragovi v dno naravnega preloma Lepoč. Pod Konjsko škrbino se nahajajo kraški podi s številnimi škrapljami kot tudi brezni. Južna pobočja Moreža se nahajajo na seznamu naravnih rezervatov Slovenije.
Vrh je težko dosegljiv, še najlažji dostop nanj je s planinske poti iz Bavšice mimo planine Bale do Lanževice, od tod pa v brezpotju skozi Lepoč in južna pobočja na vrh (5-6 h).